# Huévar del Aljarafe
Huévar del Aljarafe es un municipio de la provincia de Sevilla, Andalucía, España. Se encuentra a unos 26 km de la capital de provincia. Pertenece a la comarca del Aljarafe. Está en la cuenca del río Guadiamar.

## Localización
| Castilleja del Campo    | Sanlúcar la Mayor |           |
| Carrión de los Céspedes |                   | Benacazón |
| Chucena                 | Pilas             |           |

## Topónimo
En los documentos del siglo XIII aparece citada como Huévar, Güebar o Uévar. Según la tradición, el nombre viene de un walí almohade llamado Al-Güebar, que pudo haber gobernado el reino de Niebla en el siglo XIII, aunque no existen pruebas documentales de este hecho.

## Historia

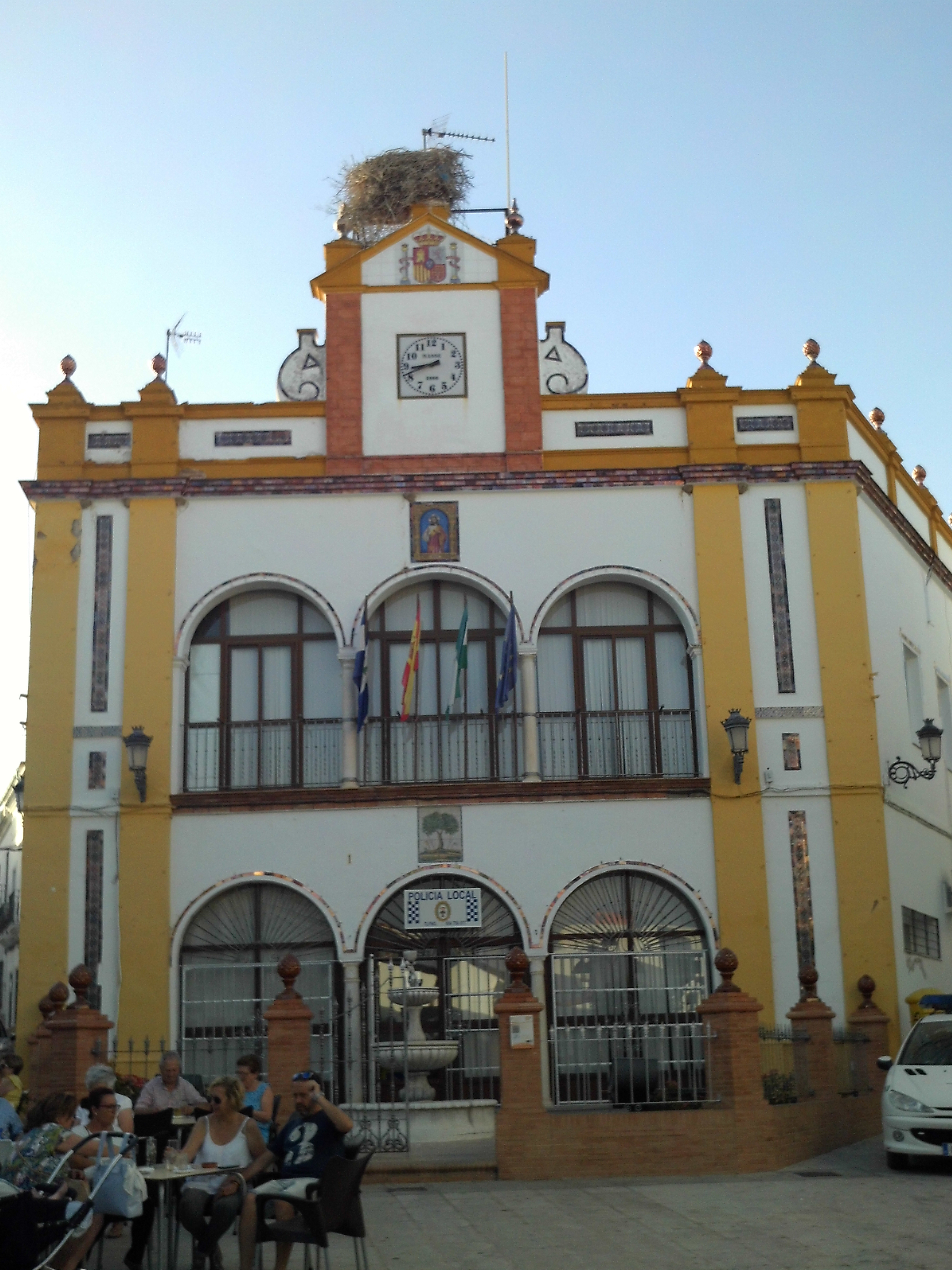
Ayuntamiento de Huévar del Aljarafe.

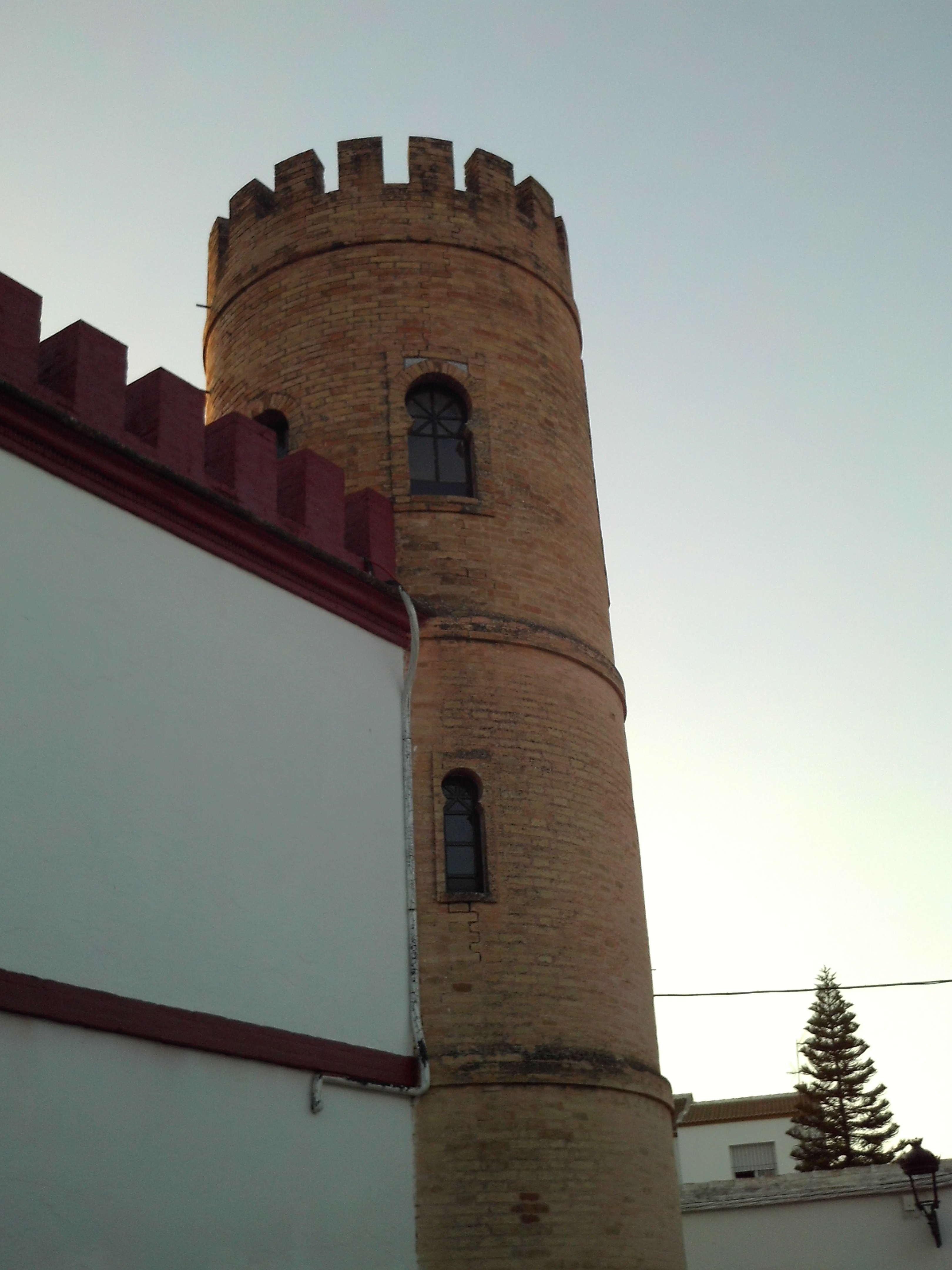
Torre de la antigua hacienda del marqués de Villavelviestre.

En el lugar debió de haber un asentamiento romano, por los capiteles, fustes de mármol y recipientes cerámicos encontrados. Se han encontrado también restos de un templo cristiano de la etapa visigoda. Es en la etapa visigoda cuando probablemente se creó la ciudad llamada Erbas. Posteriormente, este lugar pasó a ser una alquería musulmana dedicada a la agricultura con olivares e higueras. Toda la región fue conquistada por Fernando III a mediados del siglo XIII. En el repartimento de tierras realizado poco después por Alfonso X el monarca se reservó casi toda la zona de este pueblo para la Corona. Posteriormente se la donó al marino castellano Ramón Bonifaz y a algunos hombres que habían combatido con él. Finalmente, fue cedida al concejo de Sevilla como realengo.
Varias casas nobiliarias contaron con un mayorazgo en este pueblo, como el conde de Torrejón, el marqués de la Motilla y el conde de Olivares. En el siglo XV el pueblo pasó por una etapa de gran prosperidad, que mermó a lo largo del siglo XVI. En 1594 el pueblo contaba con 265 vecinos pecheros.
La iglesia parroquial de Nuestra Señora de la Asunción fue realizada en el siglo XIII, aunque ha pasado por varias ampliaciones y reformas hasta el siglo XX.
Existen un par de haciendas que destacan entre las demás. Una perteneció al marqués de Villavelviestre y tiene torreones y almenas al estilo medieval. Por otro lado, la del marqués de la Motilla se encuentra cerca de la parroquia y tiene un pórtico historicista de ladrillo visto.
Amante Laffón y Fernández, vecino de esta localidad, contribuyó en la construcción de organizaciones de protección de los derechos sociales de los trabajadores, como el Retiro Obrero.

## Geografía humana

### Demografía
Cuenta con una población de 3360 habitantes (INE 2024).
| Gráfica de evolución demográfica de Huévar del Aljarafe entre 1842 y 2021 |
| |
| Población de derecho según los censos de población del INE Población de hecho según los censos de población del INEEn estos censos se denominaba Huévar: 1842, 1857, 1860, 1877, 1887, 1897, 1900, 1910, 1920, 1930, 1940, 1950, 1960, 1970, 1981 y 1991 |

| 2457                      | 2461 | 2533 | 2589 | 2575 | 2658 | 2710 | 2723 | 2742 | 2746 | 2791 | 3209 |
| (Fuente: INE [Consultar]) |      |      |      |      |      |      |      |      |      |      |      |

| Relación de unidades poblacionales |  |             |
| Núcleos de población               |  | Hab. (2022) |
| Huévar del Aljarafe                |  | 3091        |
| Barriada San José                  |  | 47          |
| Rocío-Soledad                      |  | 71          |
| Total municipio                    |  | 3209        |

### Economía
El municipio tiene 3088 ha de cultivos herbáceos, de las cuales 1.291 son de trigo y 1.661 ha de cultivos leñosos, de las cuales 1.348 ha son de olivar de aceituna de mesa. Al noreste del municipio están el polígono industrial Huévar del Aljarafe y el polígono industrial Guadial.

### Evolución de la deuda viva municipal
El concepto de deuda viva contempla sólo las deudas con cajas y bancos relativas a créditos financieros, valores de renta fija y préstamos o créditos transferidos a terceros, excluyéndose, por tanto, la deuda comercial.
| Gráfica de evolución de la deuda viva del Ayuntamiento de Huévar del Aljarafe entre 2008 y 2024                |
| |
| Deuda viva del Ayuntamiento de Huévar del Aljarafe, en miles de euros, según datos del Ministerio de Hacienda. |

## Semana Santa local
A pesar de ser un pueblo pequeño, consta de cuatro hermandades con sus respectivas cofradías. EL Jueves de Dolores se realiza un traslado del Santo Cristo de la Vera-Cruz y María Santísima de la Sangre desde la iglesia hacia su casa hermandad. El Viernes de Dolores Jesús del Gran Poder Cautivo realiza un vía crucis. El Domingo de Ramos procesiona Jesús en la Sagrada Entrada en Jerusalén. El Martes Santo procesiona Jesús del Gran Poder. Los nazarenos de la procesión del Martes Santo van en el cortejo amarrados unos a otros. El Jueves Santo procesiona el Santo  Cristo de la Vera-Cruz y María Santísima de la Sangre. El Sábado Santo procesiona el Santo Entierro y Nuestra Señora 
de la Soledad. El Domingo de Resurrección procesiona Jesús Resucitado , Y el lunes se realiza el traslado de vuelta de la Hermandad De la Vera-Cruz desde su casa de Hermandad hacia la iglesia , dando el cierre a la Semana Santa local.